# Eglantina Gjermeni
Eglantina Gjermeni, née le 24 novembre 1968 à Krujë, est une femme politique albanaise membre du Parti socialiste d'Albanie (PSSh). De 2013 à 2017, elle est ministre du Tourisme.

## Biographie

### Jeunesse et formation
Elle passe avec succès un baccalauréat universitaire d'histoire en 1990 à l'université de Tirana, où elle poursuit ses études avec un cursus de travail social entre 1993 et 1994. En 1995, elle devient lecteur à la faculté des sciences sociales, puis elle obtient en 1998 une maîtrise en travail social de l'université d'État de Grand Valley, dans le Michigan. Par la suite, elle passe un doctorat de sciences sociales.

### Débuts et ascension en politique
Lors des élections législatives du 29 juin 2009, elle est élue députée à l'Assemblée d'Albanie. Elle siège à la commission de la Santé et intègre en 2011 la présidence du PSSh.

### Ministre du Tourisme
À la suite des élections législatives du 23 juin 2013, remportées par le centre-gauche, elle est nommée le 15 septembre suivant ministre du Développement urbain et du Tourisme dans le gouvernement du Premier ministre socialiste Edi Rama.